# Nea Propontida
Nea Propontida (in greco Νέα Προποντίδα?, Nuova Propontide) è un comune della Grecia situato nella periferia della Macedonia Centrale di 30.397 abitanti secondo i dati del censimento 2001.
È stato istituito a seguito della riforma amministrativa detta Programma Callicrate in vigore dal gennaio 2011 che ha abolito le prefetture e accorpato numerosi comuni. Il capoluogo è la cittadina portuale di Nea Moudania.

## Municipalità
La municipalità è stata istituita nel 2011 dall'accorpamento di tre comuni precedentemente autonomi:
- Kallikrateia
- Moudania
- Triglia